# 제네바 회담 (1954년)
제네바 회담(1954 Geneva Conference)은 스위스 제네바에서 1954년 4월 26일부터 7월 20일까지 19개국이 한국 전쟁과 제1차 인도차이나 전쟁에서 발생한 현안을 해결하기 위해 진행한 국제 회담이다. 한국 문제는 미소 양측의 대립으로 어떠한 선언도 채택되지 않고 종결되었으나 프랑스령 인도차이나의 해체, 특히 베트남 분단 협약을 다룬 두번째 회의는 큰 영향을 남긴다.

## 경과

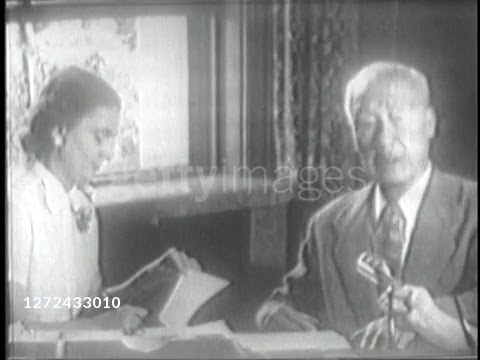
1954년 1월 17일, 회담을 앞두고 서구권 매체와의 인터뷰에서 이승만 대통령은 대한민국을 팔아넘기는 행위는 곧 미국을 팔아넘기는 것과 같다는 메세지를 전했다. (실제 육성 영상)

본 회담에는 두 가지 목적이 있었다. 첫째는 한국 전쟁의 공식적인 종료를 위한 한반도 평화협정 체결, 한국의 재통일에 관한 것이었고, 둘째는 프랑스령 인도차이나의 평화 유지 가능성, 베트남 분단 협약에 대한 토의였다.
참여 국가인 소련, 미국, 프랑스, 영국, 중화인민공화국은 회의 전체에 참가하였고, 2가지 해결과제에 관련된 그 밖의 다양한 나라들이 각 문제의 토론에 참가하였다. 이 나라들은 유엔을 통해 한국전쟁 때 파병한 나라들과 프랑스와 비엣민 간의 베트남 전쟁 즉 인도차이나 전쟁에 참여한 영국 등의 나라들이다.

## 첫 번째 안건
첫 안건은 한국 전쟁을 공식으로 종료하며, 한국의 재통일을 위한 한반도 평화 협정을 체결하는 것에 대한 것이었다. 일부 참가국들과 비평가들은, 미국이 동북아시아에서 소련과 중국을 감시하고 견제 하면서 미국의 패권을 지키기 위하여, 한반도를 이용하려는 자국의 이익을 위해서 한국의 재통일에 대해 고의적으로 주춤하고 회피하는 태도를 보였다고 비난하였다. 중국의 외교부장 저우언라이가, 당시의 미국의 국무장관인 존 포스터 덜레스에게 협상을 요구하였지만, 덜레스가 논의하는 것조차 거부하여, 더 이상 협상이 진행되지 못하였다는 것이다. 제네바 회의 기간 동안 미국은 고의적으로 다른 주제인 전쟁 포로 송환, 휴전 협정 준수 또는 미국의 외교 정책 등을 거론하며 한반도 통일에 관련된 핵심 주제가 논의되는 것을 회피하였다.
남한 대표는 대한민국이 한국의 유일한 합법 정부임, 한국 북부에서 유엔 주도의 선거를 실시할 것, 중국군은 철수하고 전쟁 당사자인 유엔군은 안정 유지를 위해 잔류할 것을 주장하였다. 북한 대표는 남북 동등한 인원으로 구성된 위원회로 한국 남부에서 선거를 실시하고 외국군이 모두 철수할 것을 주장하였다. 중국은 중립국이 선거를 감독할 것을 제안하고 북한이 이를 받아들였으나 미국은 소련이 북한을 괴뢰국가로 만들고자 한다며 한국의 입장을 지지했다. 연합국 대부분은 침묵을 지켰고, 회담 최종일인 6월 15일까지 어떤 선언도 만장일치를 얻지 못하고 끝마쳐졌다.

## 두 번째 안건
베트남을 일시 분단하여 통치하는 것을 논의하는 인도차이나 문제의 경우, 이 회의체는 제네바 합의라 불리는 일련의 문서를 만들어냈다. 이 합의들에 의하여 베트남은 2개로 분단되게 된다. 북부 지역은 소련 진영인 호찌민을 주축으로 하는 비엣민이 통치하고, 남쪽 지역은 미국의 진영인 전 황제 바오다이를 수장으로 하는 베트남국이 통치하게 된 것이다. 회의체의 영국인 의장에 의하여 선언된 "회의 최종 선언"은 통일된 베트남을 수립하기 위하여 1956년 7월 이전에 보통선거를 진행할 것을 규정하였다. 그러나, 남베트남이나 미국의 대표들은 컨센서스로 제출된 이 문서를 채택하지 않았다.
제네바 정치회의에 참가한 미국 등의 유엔 참전국들은 과거 한반도 문제와 관련해 이뤄진 모든 유엔 결의, 예컨대 유엔 감시하의 총선거 실시 원칙 등이 유효하며, 제네바 정치회의의 어떠한 결정도 다른 유엔 결의를 위배해서는 안 된다고 합의했다. 정치회의 개최와 관련해 제일 먼저 겪은 진통은 소련의 참가자격이었다. 공산측은 중립국 자격을 주장했지만, 유엔군측은 정치회의는 ‘참전국 쌍방’의 대표 간 회의이므로 중립국 자격은 있을 수 없다고 응수했다. 소련은 법적으로는 교전국이 아니었지만, 실제로는 전쟁 중 공산 측에 필요한 모든 무기와 탄약을 공급한 바 있고 심지어 공군 전투기까지 파견한 실질적인 교전국이었다. 따라서 이 문제는 유엔군 측이 소련을 ‘특별초청’하는 형식으로 해결했다.

### 결과
1954년 7월 21일 협정은 다음의 조건을 명시했다.
- 대략 17도선을 따라 이어지는 "임시 군사분계선"을 긋고 "양측의 군대는 철수 후 재집결할 것"
- 경계선 양쪽에 폭 3마일(4.8km)의 비무장지대를 형성할 것
- 프랑스 연합군은 전선 남쪽으로, 베트민은 북쪽으로 재집결할 것
- 300일 동안 구역 간 인구의 자유로운 이동
- 양측은 군사동맹에 가입하거나 군사력 증강을 추구하지 않을 것
- 휴전을 감시하기 위해 캐나다, 폴란드, 인도를 의장으로 하는 국제통제위원회 설립
- 1956년 7월 비밀 투표에 의한 자유 총선거를 국제 감독 위원회의 감독 하에 1956년 7월에 실시 (이는 서명되지 않은 회의의 최종 선언에만 기록되었다.)

## 여파
프랑스군을 패배시키는 데 중요한 역할을 했던 공산주의 세력에게는 공산주의와 민족주의 이데올로기가 결합되어 있었고, 따라서 공산주의 동조자들은 남베트남을 프랑스 식민지 잔재나 미국의 꼭두각시 정권으로 여겼다. 한편 다른 베트남인들은 북베트남을 국제 공산주의 세력의 꼭두각시로 여겼다. 적대 행위가 중단된 후 양측에서 대규모 이주가 발생했다. 북베트남에서 특히 가톨릭 신자, 지식인, 사업가, 토지 소유자, 반공 민주주의자, 중산층은 자유를 향한 항로 작전 동안 협정이 규정한 휴전선 남쪽으로 이동했다. ICC는 최소 892,876명의 북베트남인이 공식 난민소를 통해 처리되었다고 보고했으며, 언론인들은 반대자들을 자주 구타하고 때때로 살해하는 베트민 군인들이 없었다면 200만 명이 더 도망쳤을 것이라고 보고했다. 한편 거의 동시에 남베트남에서는 14,000~45,000명의 민간인과 약 100,000명의 베트민 전투원이 북쪽으로 이동했다.
미국은 남부에서 권력을 주장한 응오딘지엠을 지원하여 남은 프랑스 세력을 대체하였고 1956년 4월 28일 마지막 프랑스군이 베트남을 떠났다. 응오딘지엠은 국내에서 공산 세력을 탄압하였고 베트민은 모두 철수하지 못하고 난민의 이동이 억눌러졌다. 제네바 회담은 1956년 전국 총선을 위한 명확한 방법론을 제공하지 않았고 1955년 7월 응오딘지엠은 제네바 회담에 구속력이 없으며 자유 선거 실시가 불가능하다는 이유로 회의 개최를 거부하였다. 이에 호치민 정부는 북베트남군의 지원을 받는 베트콩을 창설하여 무력 충돌을 벌임으로서 베트남 전쟁을 개시하였다.

## 같이 보기
- 한반도 평화협정
- 베트남 전쟁